# 維索克 (科留科夫卡區)
51°50′38″N 32°16′57″E / 51.84389°N 32.28250°E
維索克（烏克蘭語：Високе），是烏克蘭北部的村莊，隸屬切爾尼希夫州的科留基夫卡區。該村始建於1904年，面積0.34平方公里，海拔高度140米，2001年人口26，人口密度每平方公里77.61人。